# Barranc de Torricó
El barranc de Torricó és un barranc del terme municipal de Tremp dins de l'antic terme de Fígols de Tremp.
Es forma a 1.010 m. alt., al nord-est de Montllobar, a la Garriga de Montllobar. Des d'aquell lloc davalla de primer cap al sud-est, resseguint pel sud el Serrat dels Pous, per després girar cap a llevant. Passa per sota -sud- del lloc on hi ha l'ermita de Sant Pere Màrtir, pertanyent a Eroles, rep per la dreta el barranc de Cambranal, al sud-est del poble d'Eroles, i va a formar el barranc de Ricós un tros més avall, al sud-est d'Eroles i al sud-oest de Tendrui a prop del Pont de Forats.